# Zjazd Aptekarstwa Ziem Zachodnich
Zjazd Aptekarstwa Ziem Zachodnich – pierwszy po II wojnie światowej zjazd farmaceutów z Wielkopolski i Ziem Odzyskanych, który odbył się w Poznaniu w dniach 30-31 marca 1946 w lokalu Okręgowej Izby Aptekarskiej przy ul. Marszałka Focha 41 (obecnie ul. Głogowska). 
W Zjeździe udział wzięli m.in. przedstawiciele Urzędów Wojewódzkich z Poznania i Wrocławia, Naczelnej Izby Aptekarskiej, firm ubezpieczeniowych, Związku Zawodowego Pracowników Służby Zdrowia, a także sąsiadujących wojewódzkich izb aptekarskich. Zjazdowi przewodniczył Witold Głowacki - prezes Okręgowej Izby Aptekarskiej z Poznania. 
Celem zjazdu było przedstawienie warunków działania aptekarzy na Ziemiach Odzyskanych i pokazanie ich wkładu w odbudowę Polski po zniszczeniach wojennych. Omawiano także zagadnienia związane z przejmowaniem aptek poniemieckich, cenami leków, czy siatki płac pracowników sektora farmaceutycznego.